# Synagoga w Łaszczowie

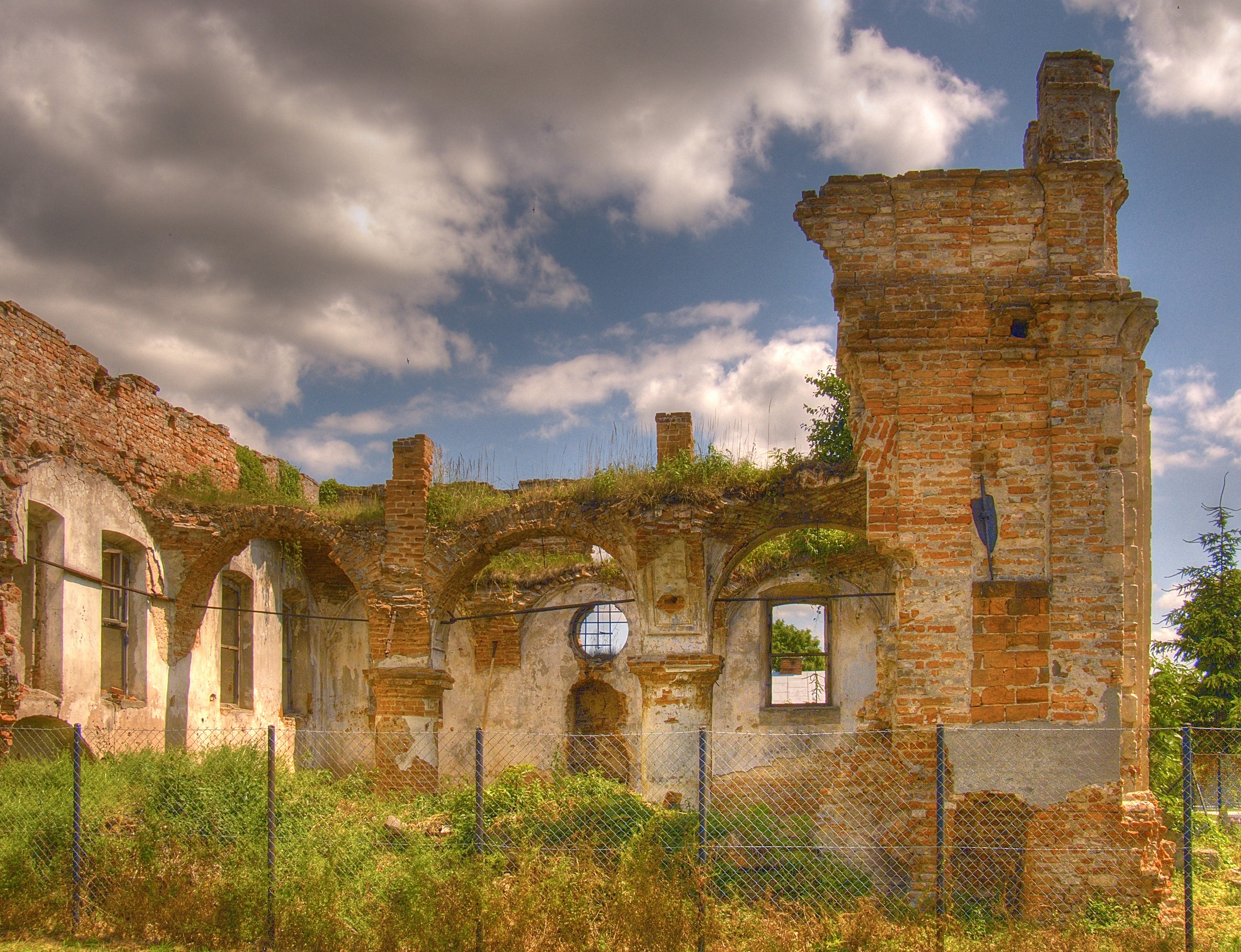

Synagoga w Łaszczowie – synagoga znajdująca się w Łaszczowie, przy ulicy Rycerskiej.
Synagoga została założona w 1782 roku, w odkupionym przez gminę żydowską budynku, będącym pozostałością po zniszczonym podczas potopu szwedzkiego zamku. W trakcie adaptacji budynek uległ stosunkowo niewielkim zmianom. Podczas II wojny światowej hitlerowcy zdewastowali synagogę oraz rozebrali babiniec. Po zakończeniu wojny w budynku synagogi znajdował się magazyn. Obecnie synagoga pozostaje opuszczona w stanie niszczejącej ruiny.
Murowany budynek synagogi wzniesiono na planie prostokąta, w stylu renesansowym. Na ścianach zewnętrznych zachowały się pozostałości dekoracji i pilastrów. Ścianę południową zdobi wysoka attyka. Od strony zachodniej i północnej do synagogi pierwotnie przylegały babińce. Cztery okna na ścianie północnej dawniej łączyły babiniec z główną salą modlitewną.
Wewnątrz w sali głównej zachowały się kolumny, pomiędzy którymi stała dawniej bima. Na ścianach i resztkach sklepień można obecnie jeszcze dostrzec fragmenty polichromii oraz sztukaterii. Synagoga została pozbawiona dachu, przez co nasila się jej dalsza dewastacja.

## Galeria

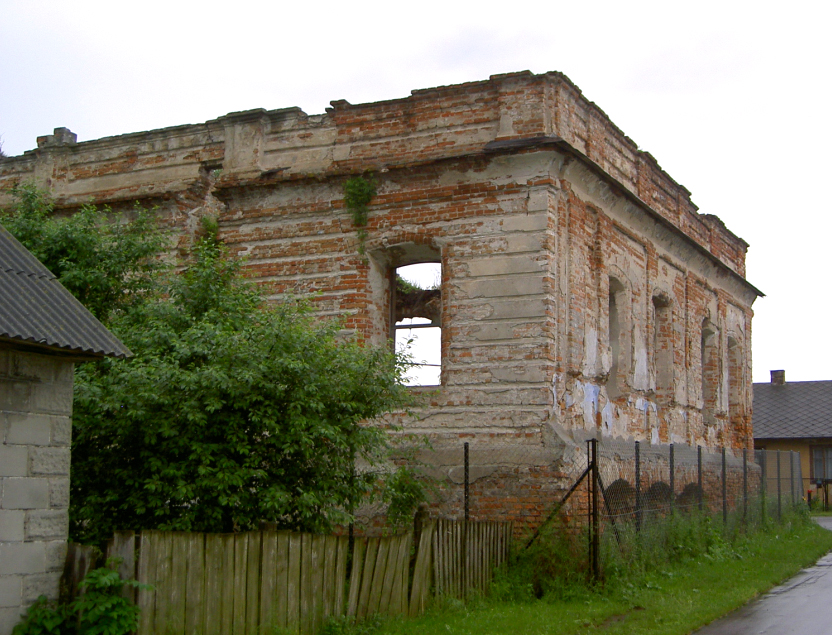
Widok od strony północnej
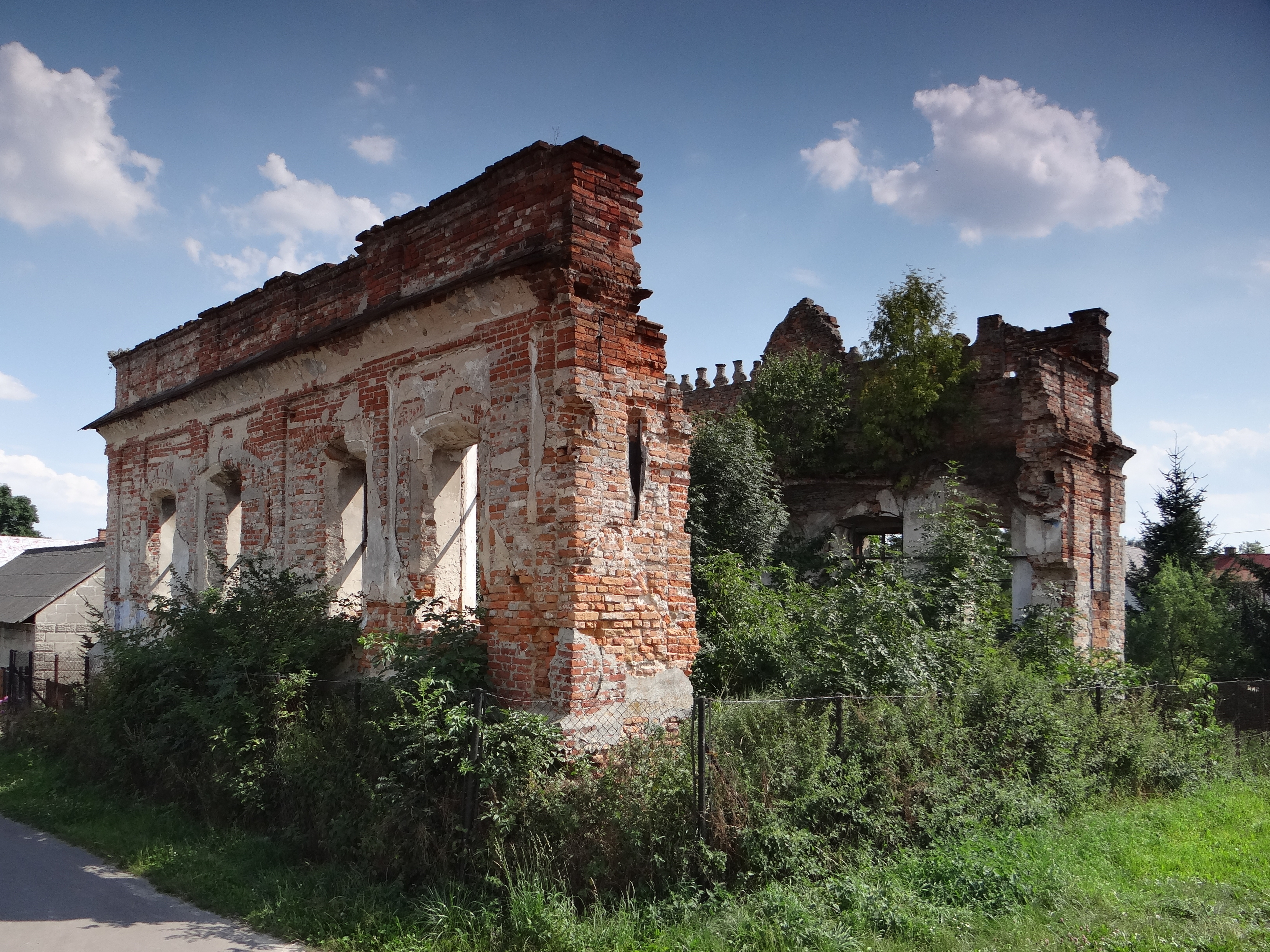
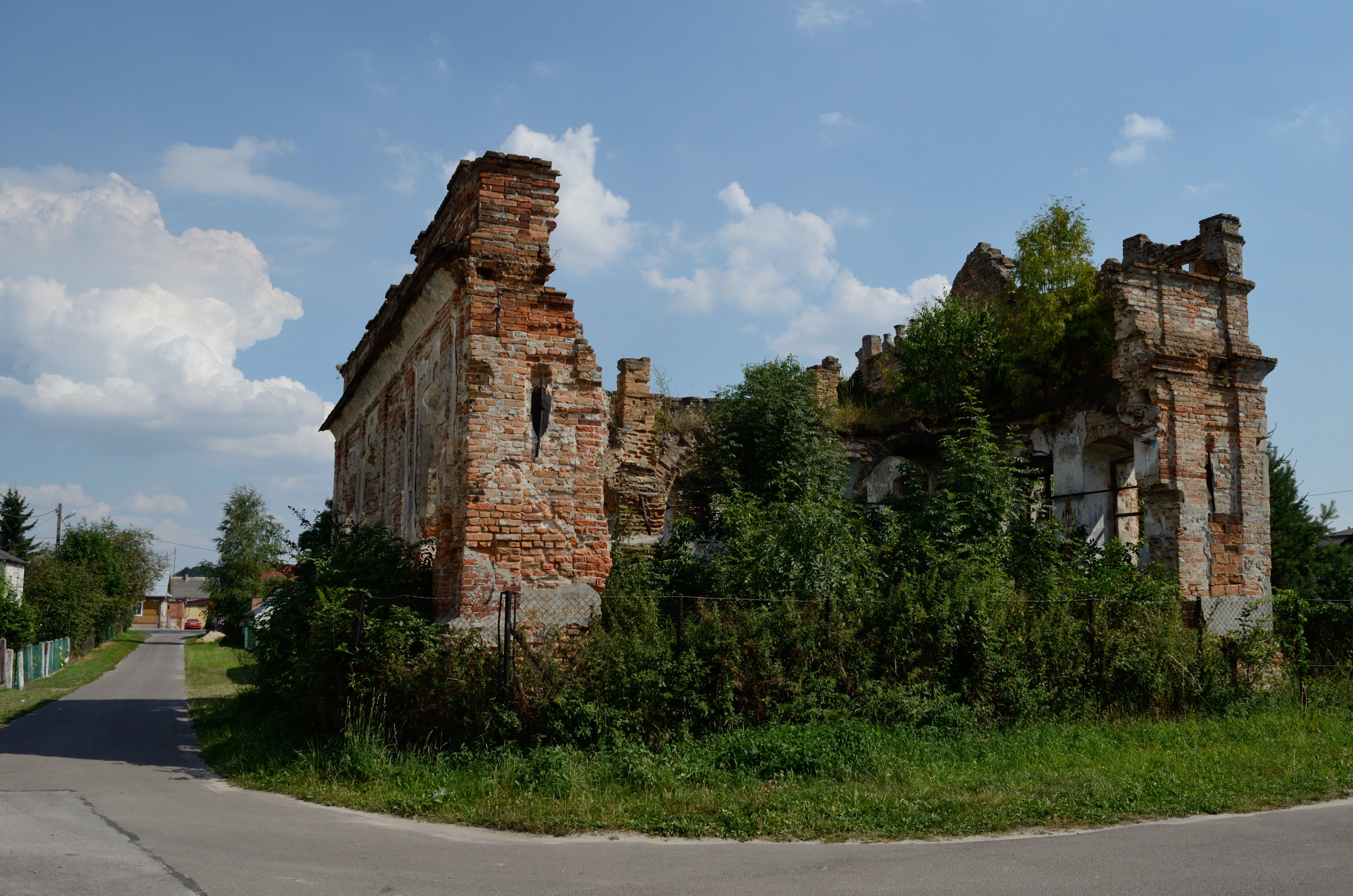
Widok od strony południowej